# Sicarius hahni
Sicarius hahni är en spindelart som först beskrevs av Karsch 1878.  Sicarius hahni ingår i släktet Sicarius och familjen Sicariidae.
Artens utbredningsområde är Namibia. Inga underarter finns listade i Catalogue of Life.